# Kemps Bay

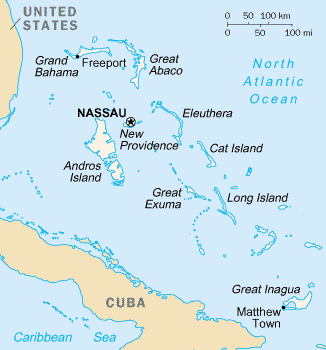
Mapa de Bahamas

Kemps Bay foi um dos distritos do Bahamas antes de 1996.
Compreendia a parte mais meridional da ilha de Andros. A população em 2000 foi estimada em 1666 habitantes. O censo gravado exatamente na mesma proporção entre homens e mulheres.
Em 1996 foram criados novos distritos em Andros. E o Fresh Creek foi substituído pelo sul-Andros.

## Geografia
- Altitude: 3 metros
- Latitude: 24º 00' N
- Longitude: 077º 40' O